# Mankara
Mankara är en ort i Indien.   Den ligger i distriktet Palakkad district och delstaten Kerala, i den södra delen av landet, 2 000 km söder om huvudstaden New Delhi. Mankara ligger 69 meter över havet och antalet invånare är 17 787.
Terrängen runt Mankara är platt. Runt Mankara är det tätbefolkat, med 709 invånare per kvadratkilometer. Närmaste större samhälle är Palakkad, 16,7 km öster om Mankara. Trakten runt Mankara består till största delen av jordbruksmark.